# I nervi a pezzi
I nervi a pezzi (Twisted Nerve) è un film thriller psicologico del 1968, diretto da Roy Boulting, con Hywel Bennett, Hayley Mills e Billie Whitelaw.

## Trama
Martin sta giocando a palla con suo fratello minore Peter, il quale soffre di difficoltà di apprendimento e vive rinchiuso in una scuola a Londra. Martin è come se fosse l'unico parente di Peter, visto che il padre è morto anni prima e la madre si è rifatta una nuova vita con un altro uomo.
Martin viene accusato di avere rubato un giocattolo; interrogato dal direttore, Martin si presenta come un giovane mentalmente disadattato di nome Georgie Clifford. Certo che si è trattato tutto di un malinteso, il direttore gli permette di andarsene.
Martin torna quindi a casa e trova i suoi genitori che litigano in salotto a proposito della sua mancanza di interesse per la vita. In seguito Martin ha un diverbio con il suo patrigno Henry: deciso a lasciare casa, finge di partire per Parigi e si installa, come pensionante, in casa dell'amica Susan. Una notte Martin, che nel frattempo è riuscito a conquistarsi la fiducia della madre di Susan e la benevolenza degli altri pensionanti, torna a casa ed uccide il patrigno con un paio di forbici.
Mentre la polizia procede nelle indagini, la vita di Martin prosegue tranquilla nonostante il giovane non riesca ad esprimere i propri sentimenti nei confronti di Susan. Un giorno, durante una scampagnata, il ragazzo vorrebbe appartarsi con lei e Susan reagisce bruscamente alla cosa. Susan scopre casualmente la vera identità di Martin e ne parla subito con la madre di lui: la ragazza ha anche capito che il giovane è l'assassino di Henry Durneley, rientra in casa da sola e spranga l'uscio.
Martin, venuto a conoscenza da Joan delle scoperte di Susan, si è però nascosto nella sua camera e la aggredisce, intrappolandola. Fortunatamente però, un amico di Susan ha già chiamato la polizia, che interviene fermando Martin e portandolo in manicomio.

## Colonna sonora
La colonna sonora è stata composta da Bernard Herrmann.
Un brano della colonna sonora è presente nel film Kill Bill: Volume 1 di Quentin Tarantino, nella scena in cui Elle Driver (Daryl Hannah) cerca di iniettare un veleno alla Sposa (Uma Thurman). Inoltre, in A prova di morte, Abernathy (Rosario Dawson) ha la suoneria del proprio cellulare che riproduce il tema principale.

## Controversie
Il film è noto per il suo uso della sindrome di Down quale causa delle azioni violente di Martin: il film si apre comunque con una dichiarazione che nega la connessione tra la malattia e il comportamento antisociale.

## Curiosità
Il titolo originale "Twisted Nerve" deriva da un brano dalla poesia Slaves di George Sylvester Viereck (1884-1962):
A twisted nerve, a ganglion gone awry,
Predestinates the sinner and the saint.

## Riconoscimenti
- British Academy of Film and Television Arts
  - Miglior attrice non protagonista (Billie Whitelaw)